# 달성군립도서관
달성군립도서관은 대구광역시 달성군 소재의 군립 도서관이다.

## 연혁
- 2014년 3월 20일 달성군립도서관 개관.

## 시설현황
- 3층: 문화강좌실, 사무실, 전산실
- 2층: 종합자료실, 디지털자료실
- 1층: 북카페, 어린이·유아자료실
- 지하1층: 보존서고, 수서실, 이동서고, 기계실